# Gotfrid Aliewitsch Gasanow
Gotfrid Alidin chwa Gasanow (russisch Готфрид Алиевич Гасанов; * 18. Apriljul. / 1. Mai 1900greg. in Derbent, Russisches Kaiserreich; † 28. Mai 1965 in Moskau, Sowjetunion) war ein sowjetischer Musiker und Komponist lesginischer Herkunft.
Gasanow wurde am 1. Mai 1900 in Derbent geboren, sein Vater war Lesgine, seine Mutter Deutsche. 1926 schloss er das Leningrader Konservatorium ab – in den Fächern Klavier bei Marija Nikolajewna Barinowa und Komposition bei Wassili Pawlowitsch Kalafati. Im selben Jahr richtete er in Bujnaksk in Dagestan die erste Musikschule ein. Er unterrichtete Klavier in Machatschkala, Samara und Leningrad, und trat in Solokonzerten auf. 1935 bis 1938 und erneut 1947 bis 1953 war er künstlerischer Leiter des Gesangs- und Tanzensembles der Republik Dagestan; 1943–1947 leitete er die Musiksparte des kumykischen Musiktheaters.
Gasanow gilt als Begründer der professionellen Musik in Dagestan, er komponierte zahlreiche dagestanische Opern, Ballette und Musikkomödien. Die Musikschule in Machatschkala trägt seinen Namen.